# Lindengymnasiet

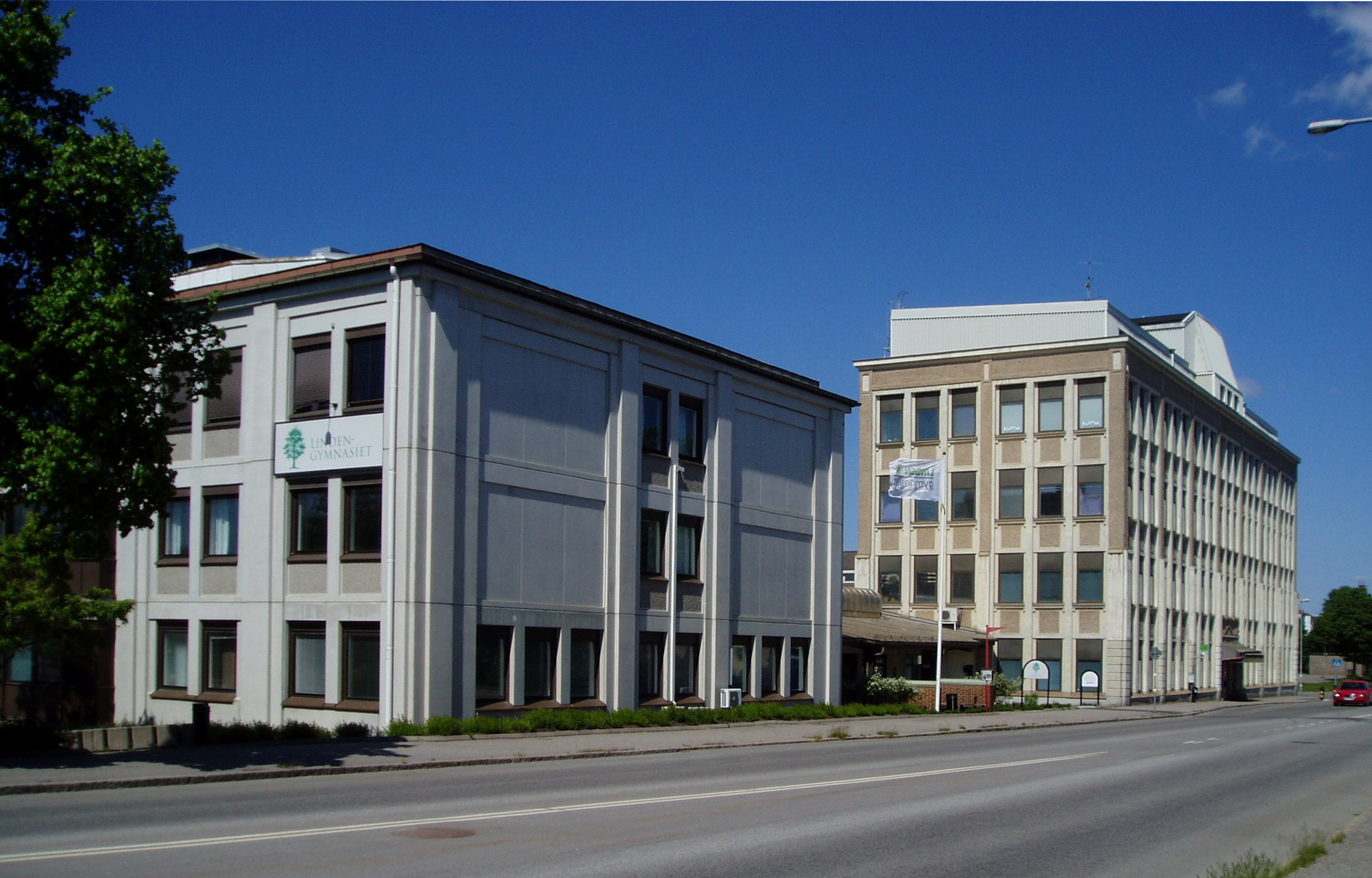
Lindengymnasiet

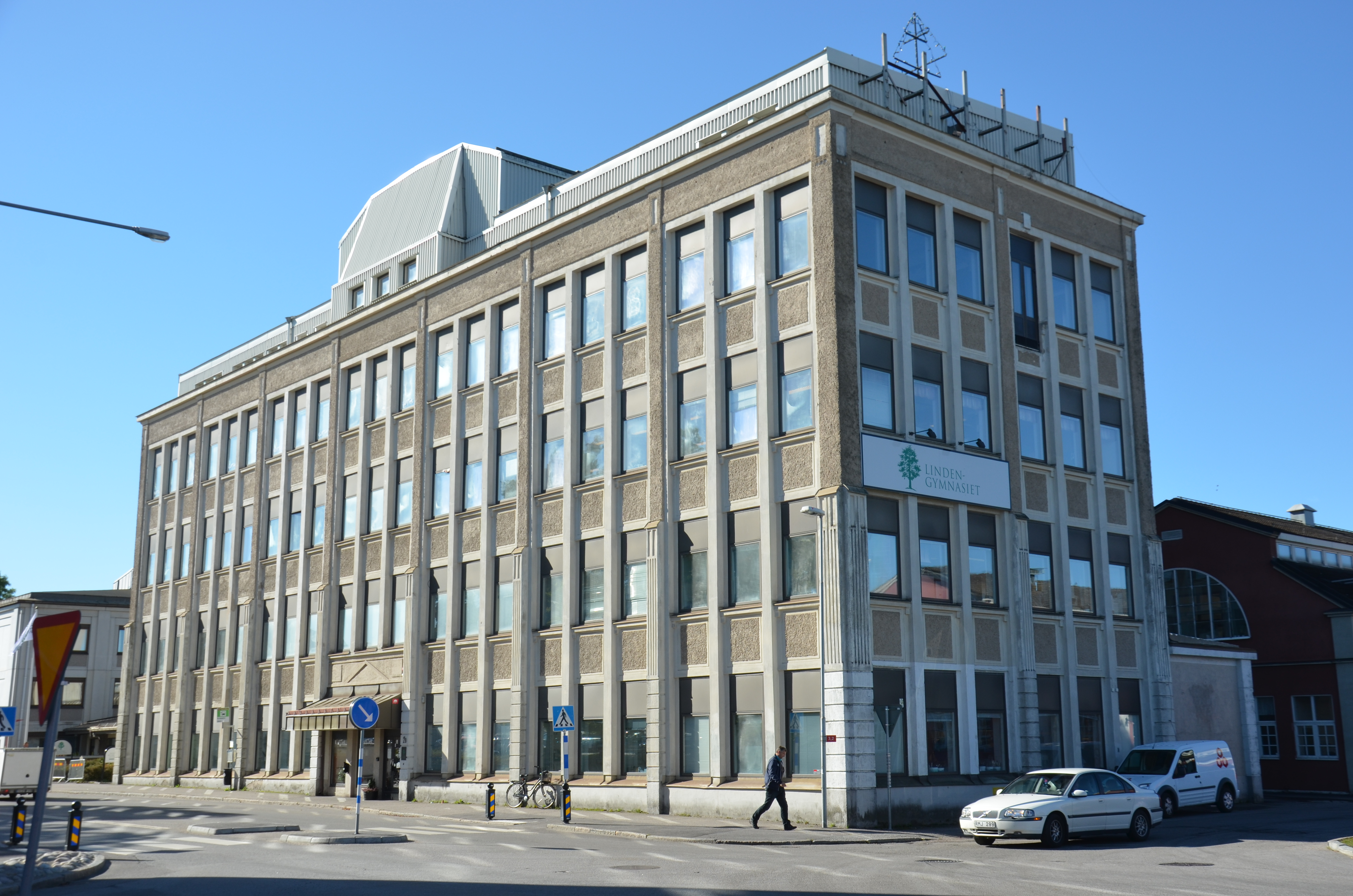
Lindengymnasiets huvudbyggnad

Lindengymnasiet är en kommunal gymnasieskola med cirka 400 elever, belägen i Katrineholm, Södermanlands län. Skolan har fått sitt namn efter stadens många lindar, som också har gett Katrineholm smeknamnet "Lindarnas stad". Den tidigare skolbyggnaden är känd för att vara Europas första armerade betongbyggnad.

## Program och utbildningar
Lindengymnasiet erbjuder flera olika program, både yrkesförberedande och högskoleförberedande:
- Restaurang- och livsmedelsprogrammet
- Hotell- och turismprogrammet
- Barn- och fritidsprogrammet
- Försäljnings- och serviceprogrammet
- Ekonomiprogrammet

År 2024 certifierades Restaurang- och livsmedelsprogrammet samt Hotell- och turismprogrammet av branschorganisationen Visita.

## Kända elever och prestationer
Flera elever från Lindengymnasiet har utmärkt sig inom sina respektive områden:
- Tommy Myllymäki, tidigare elev på hotell- och restaurangprogrammet, vann titeln Årets kock.
- Från teknikprogrammet (tidigare IT-gymnasiet) har tre svenska mästare i nätverksteknik kommit:
  - Andreas Strömgren (2006)
  - Daniel Wahlberg (2008)
  - Peter Sönnerfors (2010)
- Teknikprogrammet har även fostrat bronsmedaljörer i webbdesign:
  - Niklas Holma (2006)
  - Han Lin Yap (2008)

## Historisk betydelse
Den äldre byggnaden som tidigare tillhörde Lindengymnasiet är känd som Europas första armerade betongbyggnad, vilket ger skolan en unik plats i både arkitekturhistorien och stadens identitet.